# Société de la loterie interprovinciale
 (août 2016).
Si vous disposez d'ouvrages ou d'articles de référence ou si vous connaissez des sites web de qualité traitant du thème abordé ici, merci de compléter l'article en donnant les références utiles à sa vérifiabilité et en les liant à la section « Notes et références ».
La Société de la loterie interprovinciale (SLI) est l'organisation qui opère les loteries à l'échelle du Canada. Elle est détenue conjointement par les 5 sociétés provinciales de la loterie. Les tirages ont lieu dans les locaux de son siège social qui se situe à Toronto, en Ontario.
L'organisation fut fondée par les différentes sociétés canadiennes de loterie en 1976 dans l'objectif d'opérer des jeux pancanadiens. Elle supervise trois loteries nationales : le Lotto 6/49, le Lotto Max et la Grande Vie. Chaque organisation provinciale est responsable de la commercialisation de ces jeux sur son territoire. Les revenus sont retournés à celles-ci en fonction des ventes générées.

## Membres
À travers le Canada, 5 sociétés se partagent l'administration des jeux de loterie :
| Société         | Zones couvertes           |
| --------------- | ------------------------- |
| Loto Atlantique | Terre-Neuve-et-Labrador   |
| Loto Atlantique | Nouvelle-Écosse           |
| Loto Atlantique | Nouveau-Brunswick         |
| Loto Atlantique | Île-du-Prince-Édouard     |
| Loto-Québec     | Québec                    |
| BCLC            | Colombie-Britannique      |
| SLJO            | Ontario                   |
| WCLC            | Manitoba                  |
| WCLC            | Saskatchewan              |
| WCLC            | Alberta                   |
| WCLC            | Yukon                     |
| WCLC            | Territoires du Nord-Ouest |
| WCLC            | Nunavut                   |

## Jeux administrés
- Lotto 6/49
- Lotto Max
- Grande Vie